# Comuna Novosevastopol, Bereznehuvate
Novosevastopol (în ucraineană Новосевастополь) este o comună în raionul Bereznehuvate, regiunea Mîkolaiiv, Ucraina, formată din satele Novosevastopol (reședința) și Teteanivka.

## Demografie
Componența lingvistică a comunei Novosevastopol
     Ucraineană (96,11%)
     Rusă (2%)
     Română (1,56%)
     Alte limbi (0,22%)
Conform recensământului din 2001, majoritatea populației comunei Novosevastopol era vorbitoare de ucraineană (96,11%), existând în minoritate și vorbitori de rusă (2%) și română (1,56%).